# Bambolê
Bambolê este o telenovelă braziliană produsă și difuzată de Rede Globo la ora 18, între 7 septembrie 1987 și 25 martie 1988, în 173 de episoade.

## Distribuție
- Cláudio Marzo - Álvaro Galhardo[2]
- Susana Vieira - Marta Junqueira
- Joana Fomm - Fausta
- Myrian Rios - Ana Galhardo
- Paulo Castelli - Luiz Fernando
- Rubens de Falco - Nestor Barreto
- Sandra Bréa - Glória Müller / Condessa Von Trop
- Thaís de Campos - Yolanda Galhardo
- Carla Marins - Cristina Galhardo
- Maurício Mattar - Murilo Junqueira
- Guilherme Leme - Aligator
- Mila Moreira - Mumu Soares Sampaio
- Herval Rossano - Antenor
- Regina Restelli - Bete Nigri
- Antonio Calloni - Augusto
- Denise Fraga - Amália